# Free Willy: Escape from Pirate's Cove
Free Willy: Escape from Pirate's Cove is een Amerikaanse familiefilm uit 2010 van Will Geiger. De hoofdrollen zijn voor Beau Bridges en Bindi Irwin. De film heeft buiten de naam geen verband met de trilogie uit de jaren 90.

## Verhaal
De jonge Kirra Cooper verlaat haar huis in Australië en gaat tegen haar zin naar haar grootvader in Zuid-Afrika. Dan spoelt er een jonge orka aan in de baai vlak bij het pretpark van haar opa. Kirra helpt hem om zich aan de nieuwe omgeving aan te passen en langzaam wordt de band sterker. Maar als Willy het pretpark begint te ontgroeien, wordt de grootvader in verleiding gebracht om Willy te verkopen aan een gewetenloze concurrent. Kirra en haar vrienden proberen nu alles om Willy terug naar zijn familie in de oceaan te brengen voor de verkoop doorgaat.

## Rolverdeling
| Acteur             | Personage       |
| ------------------ | --------------- |
| Bindi Irwin        | Kirra Cooper    |
| Beau Bridges       | Gus Grisby      |
| Bongolethu Mbutuma | Mansa           |
| Szyabulela Ramba   | Silisa          |
| Stephen Jennings   | Rolf V.D. Woods |
| Matthew Roberts    | Blikkie         |
| Hiema Jafta        | Jayce           |